# 松平斉
松平 斉（まつだいら ひとし、1874年（明治7年）5月5日 - 没年不詳）は、日本の華族（男爵）。
旧津山藩主・松平斉民の八男として生まれる。1888年（明治21年）11月1日、父の勲功により分家して男爵となる。1894年（明治27年）5月11日、従五位に叙される。東京帝国大学理学部に入学し、植物学を学んだ。
1896年（明治29年）、徳川慶喜七女・浪子と結婚する。その7か月後のある日、自宅を出た後失踪する。兄・松平康民に来客があった際、斉は大学に行くため玄関に出て、その客とすれ違ったが、玄関先にいたお抱えの車夫は混雑に紛れて見落としたのか玄関から出てくる斉を見ていなかった。その後、斉は大学へも行っておらず、行方は分からないままとなった。この失踪は警察には届け出られず、新聞などでも報道されなかった。手がかりは日光男体山の麓の旅館の宿帳に姓名が記してあったのが最後だった。このことは、1957年（昭和32年）、蜂須賀年子（斉の甥・松平康春の妻）の著書『大名華族』において初めて明かされた。
長男の松平斉光は斉失踪後の1897年（明治30年）2月に生まれ、1904年（明治37年）5月20日に男爵の爵位を継いだ。

## 松平斉失踪事件を題材とした作品
- 不在の父（北村薫，2008年、2009年『鷺と雪』に収録）